# Frenchton
El Frenchton es un perro mestizo, es el resultado de la mezcla de un bulldog francés con un boston terrier. Inicialmente, el cruce fue para solucionar algunas enfermedades que tienen ambas razas. Pero al ser muy sociables y cariñosos, se convirtieron en unos canes muy apreciados y deseados por mucha gente.

## Origen
El bulldog francés y el boston terrier tienen diferentes problemas congénitos, a veces muy graves. Entonces los criadores tuvieron que idear diversos cruces genéticos entre distintas razas para  terminar, o al menos reducir esa problemática.
Así surgieron los primeros ejemplares de frenchton, en el territorio de Estados Unidos, en la década de 1990. Su éxito fue tremendo, propagándose por gran parte del planeta y volviéndose muy populares. Aunque no es reconocido por ninguna entidad cinológica internacional.

## Descripción de la raza
Posee un cuerpo compacto y robusto, mide entre 33 y 40 centímetros de altura y su peso varía entre 5,8 y 11 kilos. No hay diferencias entre los machos y las hembras, como suele ocurrir en otras razas. Se lo categoriza como un perro de raza chica.
Las patas son cortas y anchas, sus ojos oscuros, con hocico corto y una nariz de color negro. Sus orejas no son iguales en todos los ejemplares, en unos pueden estar erectas y en otros caídas, dependiendo de la cantidad de genes que obtengan de sus progenitores. Los que tengan más carga genética del bulldog francés tendrán las orejas totalmente paradas (que es lo más común), pero si reciben más genes del boston terrier, una o ambas pueden estar caídas. 
Su pelaje es liso, denso y corto. Duro al tocarlo pero a su vez sedoso. Hay una gran variedad de colores, la mayoría presenta un pelaje bicolor. Los colores más usuales son blanco, crema, marrón o negro.